# Lionel Charbonnier
Pour les articles homonymes, voir Charbonnier.
Lionel Charbonnier, né le 25 octobre 1966 à Poitiers, est un footballeur international français qui évolue au poste de gardien de but entre 1987 et 2002.
Formé à l'AJ Auxerre, il passe plus de onze ans en professionnel, remportant notamment un championnat de France et deux Coupes de France avant de finir sa carrière aux Glasgow Rangers avec qui il est champion d'Écosse à deux reprises puis au FC Lausanne-Sports.
Appelé une trentaine de fois en équipe de France, il ne compte qu'une sélection, barré par la concurrence de Bernard Lama ou Fabien Barthez mais est sacré champion du monde 1998 à domicile où il est dans le groupe en tant que troisième gardien derrière Barthez et Lama.
Depuis la fin de sa carrière il est devenu entraineur mais aussi consultant notamment pour la chaîne BFMTV et la radio RMC.

## Biographie

### Enfance et formation
Lionel Charbonnier entre dès 16 ans au centre de formation de l'AJ Auxerre. C'est là qu'il écrit les premières lignes de son palmarès puisqu'il remporte à deux reprises la coupe Gambardella en 1985 et 1986, après avoir préalablement donné le seul titre de champion de France Sport-Études à Angoulême.

### Début professionnels
Il joue son premier match en étant titularisé lors d'une défaite en championnat contre le Paris Saint-Germain le 8 août 1986. Doublure à ses débuts de Bruno Martini, il joue peu les premières années prenant part à seulement cinq matchs entre 1986 et 1991.
Après neuf matchs joués lors de la saison 1991-1992, Guy Roux le titularise lors de la demi-finale retour de la coupe de l'UEFA 1993 contre le Borussia Dortmund. Après une victoire deux buts à zéro comblant le déficit du match aller, l'AJA s'incline lors de la séance de tirs au but.
À la suite d'une grave blessure de Martini en fin de saison 1993-94, Lionel devient titulaire indiscutable et est titulaire dès les quarts de finales de Coupe de France. Après avoir éliminé le RC Paris deux buts à un puis le FC Nantes et le Montpellier HSC en gardant ses cages inviolés, il remporte la Coupe de France en 1994, le premier titre de sa carrière.
En 1996, il réalise le doublé coupe-championnat.

### Fin de carrière en Ecosse et Suisse
En club, après la victoire en Coupe du monde, il rejoint pour trois saisons les Glasgow Rangers avec pour entraîneur Dick Advocaat, mais se blesse au bout de quelques mois aux ligaments croisés du genou. Malheureusement, Stefan Klos est recruté pour pallier son indisponibilité et s'impose définitivement dans les cages écossaises. Lionel sera dès lors cantonné, à son retour de blessure, au rôle de remplaçant. Il est toutefois champion d'Écosse dès sa première saison en 1998-1999 mais n'est pas titulaire lors des finales de coupe et de coupe de la Ligue du triplé légendaire du club.
L'année suivante, il remporte de nouveau le championnat mais n'est de nouveau pas titulaire en finale de coupe que les Rangers remporte. Le 31 janvier 2001, il est près de signer avec l'Olympique de Marseille, mais l'opération ne se fait pas.
Il termine finalement sa carrière à Lausanne-Sport en Suisse, où il arrive en janvier 2002 pour la fin de saison 2001-2002. Le club est relégué en fin de saison pour des raisons financières.

### En sélection nationale
Grâce à ses performances, Lionel est appelé par Gérard Houllier en équipe de France A' et A devenant même à plusieurs reprises la doublure de Bernard Lama. En 1997, il est sélectionné par Aimé Jacquet pour le Tournoi de France en tant que doublure de Fabien Barthez. Il honore alors sa seule sélection face à l'équipe d'Italie le 11 juin 1997 à la suite d'une blessure de Barthez. 
En 1998, il est retenu dans la liste d'Aimé Jacquet pour participer à la Coupe du monde gagnée par la France. Quasiment certain de ne pas entrer sur le terrain, Charbonnier se met tout de suite au service de Fabien Barthez, notamment lors des entraînements. Un comportement qui en fait un « super mec » d'après le sélectionneur. Ce dernier ajoute : « Sans jouer, Lionel Charbonnier a tenu ce rôle à la perfection, sans une faute, toujours dans le ton, toujours dans l'action, toujours motivé. Toujours disponible, il a animé séances de travail et moments de détente avec une bonne humeur jamais prise en défaut. Il dégage une impression d'équilibre rare, de maturité sereine qui met tout le monde en confiance ». Il reçoit la Légion d'honneur des mains du président de la République française Jacques Chirac.
Au sortir de la Coupe du monde, il quitte prématurément le groupe France, en désaccord  avec le nouveau sélectionneur Roger Lemerre et sa politique technique notamment lors d'un match où Lionel avait été convoqué comme doublure de Fabien Barthez mais au moment du forfait de ce dernier, Roger Lemerre préfère appeler et titulariser Bernard Lama, il quitte alors définitivement l'équipe de France. Lionel Charbonnier prédisait dès lors à l'équipe de France une disette de titres et une descente au classement FIFA pour cette dernière (ce qui arrivera effectivement après la victoire à l'Euro 2000).

### Reconversion

#### Entraîneur en amateur
Après sa carrière, Lionel Charbonnier passe les diplômes d'entraîneur et obtient le FIFA A Licence UEFA PRO dès 2002. 
Il devient la même année manager général du Stade Poitevin PEPP qui évolue en cinquième division française. Il y connaît sa première accession en catégorie supérieure en faisant monter le club en CFA en restant invaincu. Il quitte le club en 2004.
Il s'engage l'année suivante avec le FC Sens. En mai 2006, il obtient le DEPF, plus haut diplôme d'entraîneur en France, dans la même promotion que Laurent Blanc. Il effectue son stage de formation auprès de Carlo Ancelotti, entraîneur de l'AC Milan. 

#### Sélectionneur et exil à l'étranger
En 2007, il s'engage pour quatre ans en tant que sélectionneur national de Tahiti mais aussi pour mettre en place une politique technique d'élite à la fédération haïtienne. Il devient le premier entraîneur de l'histoire du football à qualifier une équipe insulaire dans une compétition mondiale, en l’occurrence la Coupe du monde des moins de 20 ans. Sous ses ordres, la sélection gagne son premier titre de champion des nations océaniennes à Tahiti ainsi que le titre de vice-champion OFC des moins de 17 ans. Sous contrat pour quatre ans, il réalise en deux années seulement tous les objectifs que lui avait fixé son président Reynald Temarii. Trois ans après son départ, Tahiti remporte la Coupe d'Océanie 2012, signe d'un travail réussi.
En janvier 2011, il s'engage en faveur de Aceh United, club de première division indonésienne. Il y est élu meilleur entraîneur de la League PRO.
Un an plus tard, il relève le défi de sauver le club professionnel du FC Bleid, dans une situation compliquée où les joueurs ne sont plus payés depuis longtemps et devient son entraîneur. Il sauve le club en le maintenant en troisième division belge.
En février 2013, il est nommé manager des équipes nationales et responsable de la politique d'élite de l'Indonésie,. Il quitte ses fonctions en mai 2013.

#### Retour en France et nouveaux exils
En mai 2014, il devient entraineur et manager général du FC Istres avec un contrat d'une durée de deux ans, avec la principale mission de faire remonter le club en Ligue 2. Mais l'expérience tourne court à la suite de mauvais résultats, il est remplacé fin janvier par Bruno Savry.
Fin août 2015, il s'expatrie en République démocratique du Congo en signant au SM Sanga Balende pour deux saisons. Cependant, en octobre, malgré une invincibilité en championnat de première division, il renonce à son poste pour des raisons personnelles et évoque également l’environnement et la politique du club pour justifier sa démission.

#### Consultant
En 2010, il signe un contrat de consultant avec Eurosport et devient l'animateur principal de l'émission Onze dit tout. La presse le désignera comme l'un des meilleurs animateurs du Mondial 2010.
Durant la Coupe du monde de 2014, aux côtés de Dominique Grimault et Christophe Abel, il participe au magazine L'après match sur MYTF1 présenté par Estelle Denis.
À partir d'août 2016, il devient aussi consultant pour RMC pour le football et l'émission consacrée aux sports hippiques Les Courses RMC.
Début 2018, il rejoint l'équipe de Vincent Lahalle dans l'émission Lahalle Racing Club sur Equidia.
Actuellement consultant sur RMC, il fait partie de la Dream Team RMC.

## Style de jeu
C'est sur sa ligne que Lionel Charbonnier exprime pleinement ses qualités (souplesse, détente et rapidité d'exécution), s'y montrant souvent décisif et intraitable. Reconnu pour ses réflexes hors du commun. Il est un élément déterminant pour son équipe.

## Statistiques détaillées

### Par saisons
| Saison                | Club                  | Championnat             | Championnat | Championnat | Coupe(s) nationale(s) | Coupe(s) nationale(s) | Compétition(s) continentale(s) | Compétition(s) continentale(s) | Compétition(s) continentale(s) | France | France | Total | Total |
| Saison                | Club                  | Division                | M.          | B.          | M.                    | B.                    | Comp.                          | M.                             | B.                             | M.     | B.     | M.    | B.    |
| 1986-1987             | AJ Auxerre            | Division 1              | 2           | 0           | 1                     | 0                     | -                              | -                              | -                              | -      | -      | 3     | 0     |
| 1987-1988             | AJ Auxerre            | Division 1              | -           | -           | -                     | -                     | C3                             | -                              | -                              | -      | -      | 0     | 0     |
| 1988-1989             | AJ Auxerre            | Division 1              | 1           | 0           | -                     | -                     | -                              | -                              | -                              | -      | -      | 1     | 0     |
| 1989-1990             | AJ Auxerre            | Division 1              | 1           | 0           | -                     | -                     | C3                             | -                              | -                              | -      | -      | 1     | 0     |
| 1990-1991             | AJ Auxerre            | Division 1              | -           | -           | -                     | -                     | -                              | -                              | -                              | -      | -      | 0     | 0     |
| 1991-1992             | AJ Auxerre            | Division 1              | 7           | 0           | 2                     | 0                     | C3                             | -                              | -                              | -      | -      | 9     | 0     |
| 1992-1993             | AJ Auxerre            | Division 1              | 9           | 0           | -                     | -                     | C3                             | 1                              | 0                              | -      | -      | 10    | 0     |
| 1993-1994             | AJ Auxerre            | Division 1              | 7           | 0           | 3                     | 0                     | -                              | -                              | -                              | -      | -      | 10    | 0     |
| 1994-1995             | AJ Auxerre            | Division 1              | 24          | 0           | 2                     | 0                     | C2                             | 4                              | 0                              | -      | -      | 30    | 0     |
| 1995-1996             | AJ Auxerre            | Division 1              | 23          | 0           | 7                     | 0                     | -                              | -                              | -                              | -      | -      | 30    | 0     |
| 1996-1997             | AJ Auxerre            | Division 1              | 31          | 0           | 3                     | 0                     | C1                             | 7                              | 0                              | 1      | 0      | 42    | 0     |
| 1997-1998             | AJ Auxerre            | Division 1              | 24          | 0           | 5                     | 0                     | C3                             | 10                             | 0                              | -      | -      | 39    | 0     |
| Sous-total            | Sous-total            | Sous-total              | 128         | 0           | 23                    | 0                     | -                              | 22                             | 0                              | 1      | 0      | 174   | 0     |
| 1998-1999             | Glasgow Rangers       | Scottish Premier League | 11          | 0           | -                     | -                     | C3                             | 5                              | 0                              | -      | -      | 16    | 0     |
| 1999-2000             | Glasgow Rangers       | Scottish Premier League | 7           | 0           | -                     | -                     | C1+C3                          | 4                              | 0                              | -      | -      | 11    | 0     |
| 2000-2001             | Glasgow Rangers       | Scottish Premier League | -           | -           | -                     | -                     | C1+C3                          | -                              | -                              | -      | -      | 0     | 0     |
| Sous-total            | Sous-total            | Sous-total              | 18          | 0           | -                     | -                     | -                              | 9                              | 0                              | -      | -      | 27    | 0     |
| 2001-2002             | Lausanne-Sport        | Ligue A                 | -           | -           | 1                     | 0                     | -                              | -                              | -                              | -      | -      | 1     | 0     |
| Total sur la carrière | Total sur la carrière | Total sur la carrière   | 146         | 0           | 24                    | 0                     | -                              | 31                             | 0                              | 1      | 0      | 202   | 0     |

### Matchs internationaux
| Matchs internationaux de Lionel Charbonnier | Matchs internationaux de Lionel Charbonnier | Matchs internationaux de Lionel Charbonnier | Matchs internationaux de Lionel Charbonnier | Matchs internationaux de Lionel Charbonnier | Matchs internationaux de Lionel Charbonnier | Matchs internationaux de Lionel Charbonnier |
| #                                           | Date                                        | Lieu                                        | Adversaire                                  | Résultat                                    | Compétition                                 | Notes                                       |
| ------------------------------------------- | ------------------------------------------- | ------------------------------------------- | ------------------------------------------- | ------------------------------------------- | ------------------------------------------- | ------------------------------------------- |
| 1                                           | 11 juin 1997                                | Parc des Princes, Paris, France             | Italie                                      | N 2 - 2                                     | Tournoi de France 1997                      | Titulaire                                   |

## Palmarès

### Joueur

#### En club
Lionel Charbonnier est formé à l'AJ Auxerre avec qui il se forge un palmarès d'abord en équipe junior remportant notamment deux fois la Coupe Gambardella en 1985 et 1986 avec les moins de 19 ans mais aussi avec l'équipe réserve, remportant le Champion de France de  Division 3 en 1988, 1990 et 1992. Entre-temps, il remporte la Coupe des Alpes en 1987. Ses premiers titres officiels avec l'équipe première arrivent plus tard, tout d'abord en remportant la Coupe de France 1994 contre le Montpellier HSC puis deux ans plus tard en étant sacré Champion de France avant de faire le doublé Coupe-Championnat, soulevant la Coupe de France 1996 après une victoire contre le Nîmes Olympique.
Il quitte la France en 1998, pour rejoindre l'Écosse et les Glasgow Rangers dès sa première saison en 1999 puis de nouveau l'année suivante en 2000.

#### En équipe de France
Avec l'équipe de France, Lionel Charbonnier compte une sélection mais est sélectionné pour participer à la Coupe du monde en 1998 en France. Il est troisième gardien dans la hiérarchie mais remporte le titre de Champion du monde après une victoire trois buts à zéro contre le Brésil.
| AJ Auxerre (9) | Glasgow Rangers (2)                                | Équipe de France (1)                  |
| --- | -------------------------------------------------- | ------------------------------------- |
| - Championnat de France : - Champion : 1996 - Coupe de France : - Vainqueur : 1994 et 1996 - Coupe Gambardella : - Vainqueur : 1985 et 1986 - Coupe des Alpes : - Vainqueur : 1987. - Division 3 (réserve) : - Champion : 1988, 1990 et 1992 - Vice-champion : 1985 | - Championnat d'Écosse : - Champion : 1999 et 2000 | - Coupe du monde : - Vainqueur : 1998 |

### Entraîneur
- Vainqueur de la Coupe des Nations OFC U20 en 2008
- Vice-champion de la coupe des nations U17 en 2009
- Élu coach de l'année par la Ligue Professionnelle Indonésienne 2011 LPI.

## Récompenses et distinctions

### Décorations
- Chevalier de la Légion d'honneur le 1er septembre 1998